# Meyras
Meyras ist eine französische Gemeinde mit 906 Einwohnern (Stand 1. Januar 2022) im Département Ardèche in der Region Auvergne-Rhône-Alpes. Sie ist Mitglied des Gemeindeverbandes Ardèche des Sources et Volcans.

## Geografie
Meyras liegt im Tal der Fontolière, einem linken Nebenfluss der Ardèche und ist Teil des Regionalen Naturparks Monts d’Ardèche.

## Bevölkerung
| Jahr                       | 1962 | 1968 | 1975 | 1982 | 1990 | 1999 | 2008 | 2018 |
| -------------------------- | ---- | ---- | ---- | ---- | ---- | ---- | ---- | ---- |
| Einwohner                  | 683  | 798  | 764  | 713  | 729  | 775  | 857  | 922  |
| Quellen: Cassini und INSEE |      |      |      |      |      |      |      |      |